# Amish Mafia
Amish Mafia ist eine US-amerikanische Scripted-Reality-Fernsehserie, die seit dem 11. Dezember 2012 auf Discovery Channel ausgestrahlt wird. Im deutschen Sprachraum ist Amish Mafia seit dem 13. April 2014 auf DMAX zu sehen. Laut snopes.com ist die Handlung frei erfunden.

## Handlung
Die Serie begleitet vorgeblich den Amischen „Lebanon“ Levi King Stoltzfus und seine Bande, die im Lancaster County, Pennsylvania entsprechend ihren Vorstellungen für Recht und Ordnung sorgen, wobei sie nicht vor dem Einsatz von Gewalt zurückschrecken.

## Kritik
Die Serie wurde von führenden Wissenschaftlern, die sich mit den Amischen beschäftigen, heftig kritisiert, beispielsweise von Donald Kraybill, der am Elizabethtown College lehrt, und von Donald Weaver-Zercher, der Professor am Messiah College ist. Kraybill nennt Amish Mafia „a fabrication“ (dt. „Erfindung“ oder „Lügengeschichte“) und sagt: „My own view is that this is trash TV. To call these shows documentaries is a fraudulent lie.“ (dt.: „Meiner Ansicht nach ist das Schrott-Fernsehen. Solche Sendungen Dokumentationen zu nennen ist eine arglistige Täuschung.“) Donald Weaver-Zercher fasst die Kritik so zusammen: „There is no Amish mafia.“ (dt.: „Es gibt keine amische Mafia.“) Die Amischen lehnen nicht nur Gewalt in jeder Form in ihren Regeln ab, sondern schließen auch jeden aus der Gemeinschaft aus, der gegen die Regeln verstößt.